# Lukman Haruna
Lukman Haruna (Jos, 4 dicembre 1990) è un ex calciatore nigeriano, di ruolo centrocampista.

## Caratteristiche tecniche
Nel 2010 è stato inserito nella lista dei migliori calciatori nati dopo il 1989 stilata da Don Balón.

## Carriera

### Club
Gli esordi della sua carriera calcistica lo videro impegnato con la Global Crystal Academy in Nigeria. Nel gennaio 2008 è stato tesserato dall'Monaco. Il 25 maggio 2009 firma il suo primo contratto professionale con il Monaco che scade il 30 giugno 2012. Il 22 giugno 2011 viene ingaggiato dagli ucraini della Dinamo Kiev per circa 2 milioni di euro, firmando un contratto di 4 anni.

### Nazionale
Viene incluso tra i pre-convocati per la Coppa d'Africa 2008 ma venendo poi escluso dai 23 finali. Ha comunque esordito nell'amichevole vinta 2-0 contro il Sudan.
Nel gennaio 2010 ha vinto il Mondiale U-17 in Ruanda con la squadra della Nigeria che ha capitanato.
Nel 2010 viene incluso nei 23 convocati per il mondiale. Il 30 maggio 2010 segna il suo primo gol in nazionale nell'amichevole pareggiata 1-1 contro la Colombia.

## Palmarès

### Club

#### Competizioni nazionali
- Supercoppa d'Ucraina: 1

Dinamo Kiev: 2011
- Coppa d'Ucraina: 1

Dinamo Kiev: 2013-2014

### Nazionale
- Campionato mondiale Under-17: 1

2007